# Pla dels Pins (Marfà)
El Pla dels Pins és un pla de muntanya, antigament d'ús agrícola, del terme municipal de Castellcir, al Moianès. Pertany a l'enclavament de la Vall de Marfà. Al pla de gestió mediambiental és llistat com un passadís biològic de petita dimensió.

El Pla dels Pins, respecte de Castellcir

És a la meitat, aproximadament, del Serrat dels Llamps, a la part meridional de l'enclavament de la Vall de Marfà. És el de més a ponent de tres plans successius que uneixen el Serrat dels Llamps amb Pujalt i el Serrat de la Descàrrega: més a llevant hi ha el Pla d'Olis i més lluny en la mateixa direcció el Pla de l'Alzina.
Travessa aquest pla el Camí de la Closella, que ressegueix la carena dels tres plans abans esmentats. Aquest pla rep aquest nom per la presència abundosa de pins en aquest indret, que no és un arbre corrent en aquests verals.